# Prosopocera glaucina
Prosopocera glaucina är en skalbaggsart som först beskrevs av John Obadiah Westwood 1845.  Prosopocera glaucina ingår i släktet Prosopocera och familjen långhorningar. Inga underarter finns listade i Catalogue of Life.